# Nueva Mayoría (Chile)
La Nueva Mayoría (NM) fue una coalición política chilena que agrupaba a un conjunto de partidos de centroizquierda e izquierda, creada en 2013. Fue estrenada en las elecciones presidencial, parlamentarias y de consejeros regionales de 2013 —siendo inscrita por primera vez en el Servicio Electoral (Servel) el 30 de abril de ese año— y posteriormente en las elecciones municipales de 2016. Estuvo conformada por el Partido Demócrata Cristiano (PDC), Partido Socialista de Chile (PS), Partido por la Democracia (PPD), Partido Radical Socialdemócrata (PRSD), Partido Comunista de Chile (PCCh), Izquierda Ciudadana (IC) y el Movimiento Amplio Social (MAS). Dichos partidos políticos mencionados, junto a otros, participaron previamente en la Concertación de Partidos por la Democracia, alianza que encabezó el gobierno chileno entre marzo de 1990 y marzo de 2010.
Este pacto obtuvo holgadas mayorías en ambas cámaras del congreso, el control de 14 consejos regionales (de un total de 15) y su candidata a la presidencia Michelle Bachelet resultó elegida con el 62 % de los votos. Después de las elecciones todos los partidos se pusieron a disposición de la presidenta electa para formar parte del nuevo gobierno. Fue la coalición oficialista entre el 11 de marzo de 2014 y la misma fecha de 2018, con ocasión de la segunda administración de Bachelet. Tras la asunción de Sebastián Piñera como presidente de la República, la coalición fue disuelta y sus distintos partidos han realizado entendimientos puntuales, así como el PDC se restó de instancias de coordinación.
A pesar de la disolución, los medios de comunicación siguieron usando el término Ex Nueva Mayoría para señalar a los partidos con representación parlamentaria que alguna vez pertenecieron al pacto y que siguieron actuando en coordinación tras la derrota en las elecciones. El 8 de octubre de 2018 fue creada la coalición Convergencia Progresista, que agrupó a tres partidos que formaron parte de la Nueva Mayoría: el Partido Socialista, el Partido por la Democracia y el Partido Radical.

## Historia

### Orígenes
Una parte importante de sus organizaciones políticas, como el Partido Demócrata Cristiano, Partido Socialista de Chile, Partido por la Democracia, Partido Radical Socialdemócrata, habían formado parte de la oposición a la dictadura militar del general Augusto Pinochet. Entre los años 1990 y 2010, participaron en los gobiernos de Patricio Aylwin (PDC), Eduardo Frei Ruiz-Tagle (PDC), Ricardo Lagos (PPD) y Michelle Bachelet (PS).
Durante el primer gobierno de Sebastián Piñera (2010-2014), se produjo un proceso de confluencia política entre la Concertación de Partidos por la Democracia con los grupos situados más a la izquierda política, como el Partido Comunista, generando las condiciones para conformar un "nuevo referente político". Este acercamiento adquirió más contundencia con el liderazgo de Bachelet, quien retornó al país luego de haberse desempeñado como directora de ONU Mujeres entre 2010 y 2013.

### Nacimiento y elecciones de 2013

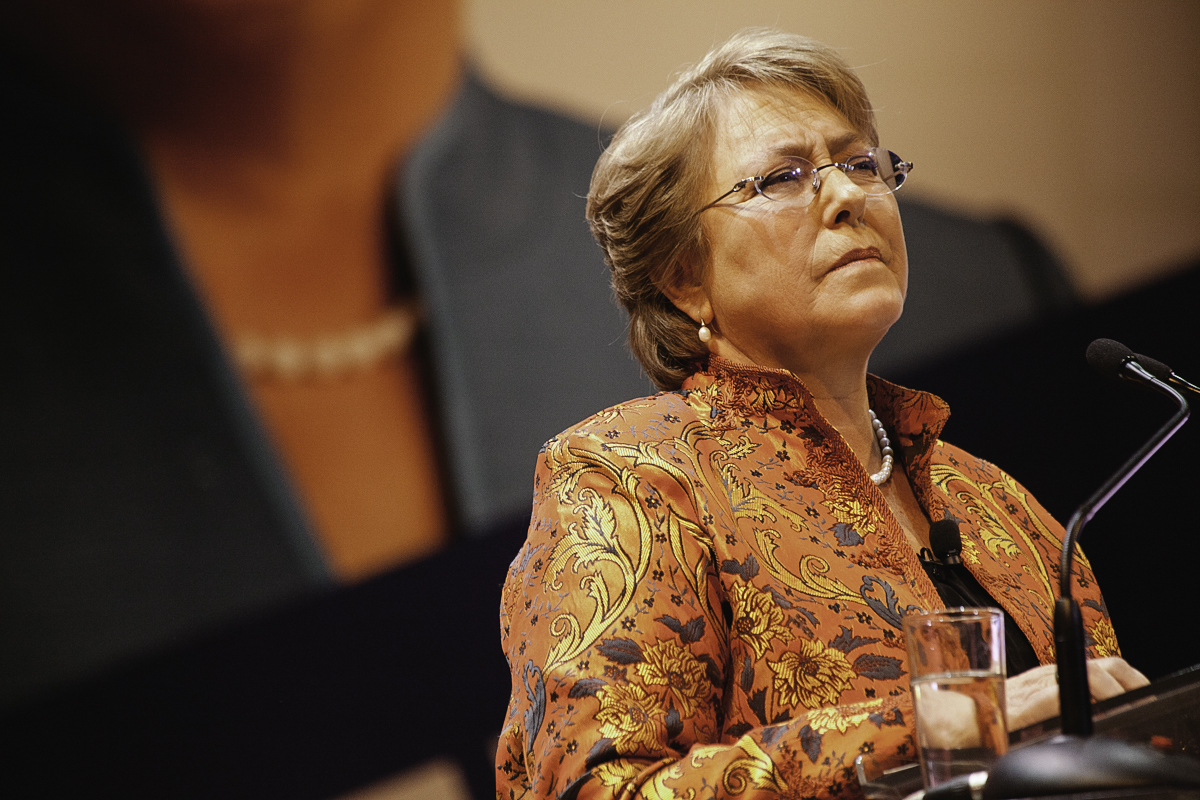
Michelle Bachelet, candidata presidencial y líder de la Nueva Mayoría.

La primera vez que se mencionó el nombre de la nueva coalición fue el 27 de marzo de 2013, cuando Michelle Bachelet aceptó ser precandidata presidencial para las primarias del pacto de centroizquierda. En esa ocasión señaló —en su primer discurso tras su llegada al país— que: Yo no voy a proponer un programa elaborado entre cuatro paredes, voy a trabajar para conducir el próximo gobierno, «el primer gobierno de una nueva mayoría social».
Los líderes del pacto plantearon que la Nueva Mayoría marcaba el fin de la Concertación, y el nacimiento de un nuevo referente político amplio de centroizquierda. Sin embargo, algunas voces críticas de la derechista Alianza y de movimientos de izquierda extraparlamentaria plantearon que solo se trataba de una continuación del antiguo conglomerado.

#### Campaña presidencial de 2013
La coalición realizó sus elecciones primarias el 30 de junio, donde Michelle Bachelet (PS) se impuso con un 73 % de los votos para transformarse en la candidata presidencial única del bloque, derrotando al independiente Andrés Velasco, quien obtuvo un 13 % de las preferencias, a Claudio Orrego (PDC) que se quedó con un 8,86 %, y al radical José Antonio Gómez, quien alcanzó el 5,06 %. El pacto obtuvo más de 2 millones de votos, en un total de 3 millones de electores, triplicando la votación de la Alianza.
Originalmente la coalición también realizaría primarias parlamentarias el 30 de junio, lo cual finalmente fue desechado porque los partidos no llegaron a un acuerdo respecto de las candidaturas. Sin embargo, luego de varias negociaciones se llegó a un acuerdo para realizar primarias parciales y primarias totales en algunos distritos el 4 de agosto de 2013.
Tras las primarias, Bachelet entró directamente al proceso eleccionario, donde tuvo que competir con otros ocho candidatos, la cifra más alta de la historia electoral del país. En aquellos comicios, la abanderada consiguió un 46,70 % de votos, cifra insuficiente para alcanzar la mayoría absoluta a nivel nacional, por lo que tuvo que enfrentar en un balotaje a la candidata de la Alianza, Evelyn Matthei, donde finalmente triunfó con un 62,16 % de las preferencias. Esta victoria marcó la inédita reelección de una mujer en el cargo, además del regreso de la centroizquierda al gobierno tras los cuatro años de administración de Sebastián Piñera.

#### Elecciones parlamentarias y de consejeros regionales de 2013

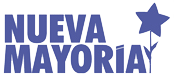
Logotipo utilizado por la coalición en las primarias parlamentarias de 2013.

El pacto participó en una lista única para las elecciones parlamentarias, presentando candidatos en 59 de 60 distritos y en las 10 circunscripciones senatoriales del país donde corresponde renovar representantes.
El único lugar donde no tuvo postulantes propios fue el distrito 22 de Santiago Centro, ya que entregó su apoyo al candidato a diputado independiente Giorgio Jackson, presidente de la Federación de Estudiantes de la Universidad Católica (FEUC) durante la movilización estudiantil de 2011 y líder del movimiento Revolución Democrática (RD).
La coalición pudo elegir a 67 diputados y consiguió doblajes en 10 distritos del país. En cuanto a senadores, la Nueva Mayoría pudo doblar en las circunscripciones de Antofagasta y  Coquimbo, lo que permitió desequilibrar la Cámara Alta a su favor. Con estos resultados, y ante un próximo gobierno de Bachelet, el pacto iba a tener los cuórums necesarios para aprobar una reforma tributaria y la educación gratuita y universal (esto último con la suma de los diputados independientes ligados a la movilización estudiantil). A pesar de esto, la cantidad de parlamentarios no sería suficiente para conseguir reformas profundas o un cambio definitivo a la constitución vigente.

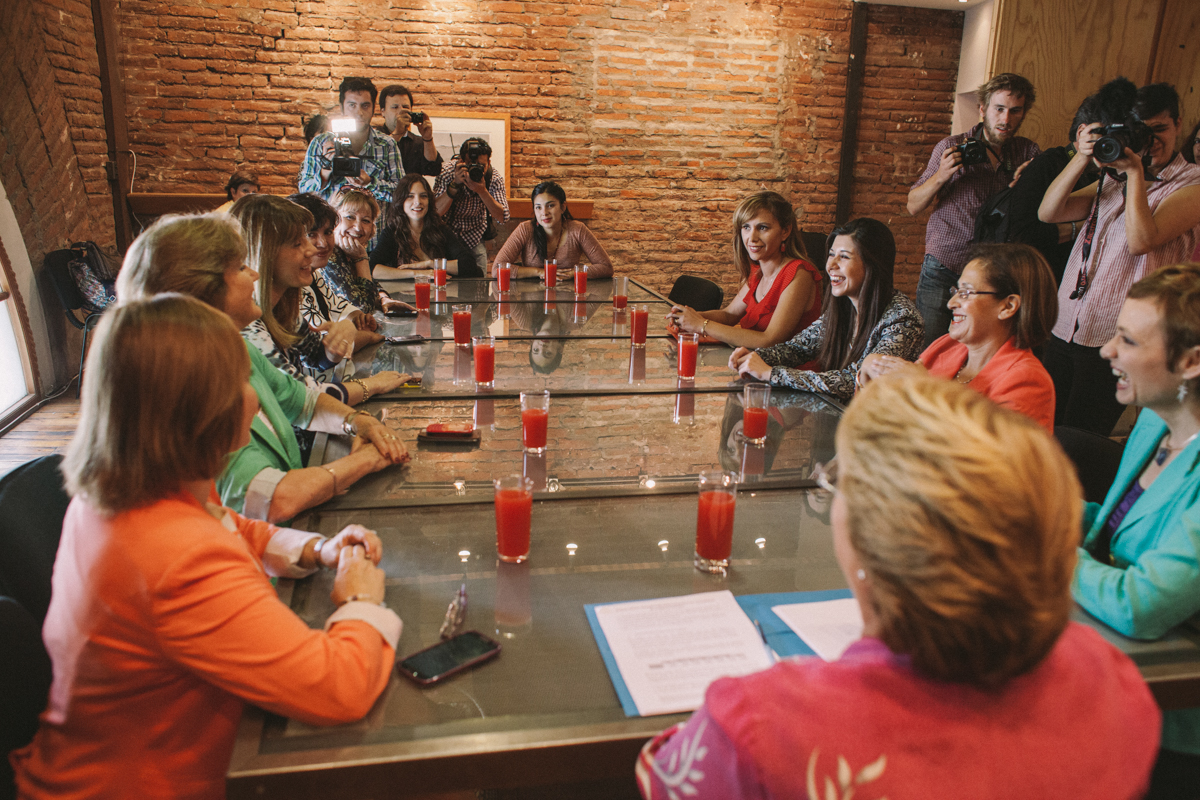
Bachelet reunida con un grupo de diputadas y senadoras electas en las parlamentarias de 2013.

Para las elecciones de consejeros regionales, el pacto repitió la fórmula que usó para la elección de concejales durante las municipales de 2012 y se presentó con dos listas separadas, denominadas Nueva Mayoría para Chile y Nueva Mayoría por Chile. El primer subpacto estuvo conformado por los partidos Demócrata Cristiano y Socialista, mientras que el segundo fue constituido por los partidos Por la Democracia, Radical, Comunista, Izquierda Ciudadana y Movimiento Amplio Social. Ambos conglomerados sumaron más de 500 candidatos inscritos, sobrepasando la cantidad de postulantes presentados por el resto de las coaliciones electorales.
En esta elección, la Nueva Mayoría para Chile se quedó con el 24,92 % de los votos, eligiendo a 88 consejeros; mientras la Nueva Mayoría por Chile obtuvo un 21,80 %, logrando la elección de 68. Ambos subpactos alcanzaron el 46,7 % de las preferencias, superando el 32,2 % de la Alianza.

### Gobierno de Michelle Bachelet (2014-2018)

#### Elecciones municipales de 2016
La Nueva Mayoría discutió durante 2015 sobre la presentación de más de una lista para la elección de concejales. Se barajó la opción de presentar dos listas: 
- Una conformada por el Partido Demócrata Cristiano (PDC) y el Partido Socialista (PS) —emulando el «eje histórico» con el que se presentaron en anteriores elecciones municipales—.
- Otra por los partidos Radical Socialdemócrata (PRSD), por la Democracia (PPD) y Comunista (PCCh).[42]

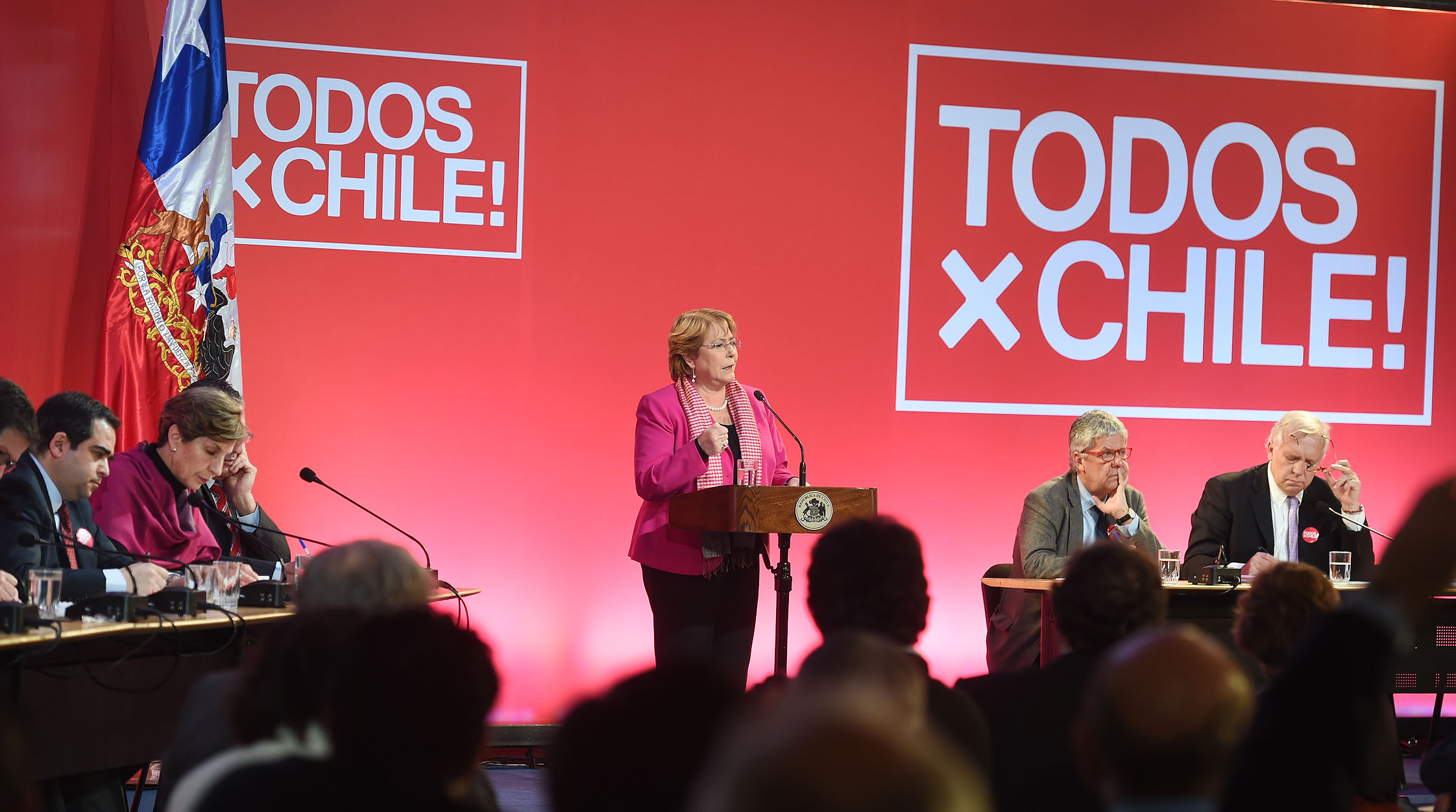
Cónclave de la coalición.

Respecto a dicha propuesta, se encontraba pendiente determinar a cuáles listas se sumarían los partidos MAS Región e Izquierda Ciudadana, ante lo cual se señaló la posibilidad de una alianza con el Partido Progresista, el cual había realizado conversaciones y acercamientos para un posible ingreso a la Nueva Mayoría. Finalmente, en abril de 2016 el Partido Radical Socialdemócrata se retiró de su lista con el PPD y el PCCh para conformar una tercera opción con MAS Región e Izquierda Ciudadana.
En el caso de la elección de alcaldes, la coalición acordó lograr consensos en comunas gobernadas actualmente por dicho pacto, y de ser necesario realizar elecciones primarias, junto con proponer una modificación de la ley de primarias que permita definir candidatos entre varios pactos que pertenezcan a una misma coalición. A fines de diciembre de 2015, el PPD, el PCCh y el PR oficializaron presentarse en una lista conjunta de concejales. Antes de las elecciones primarias de junio, algunos partidos de la Nueva Mayoría realizaron primarias internas de alcalde y/o concejales el 13 de marzo.
En la elección, el oficialismo fue derrotado por Chile Vamos (el nuevo conglomerado de centroderecha que reemplazó a la Alianza) en alcaldes. Una de las caídas más emblemáticas ocurrió en Santiago, donde la PPD Carolina Tohá perdió su reelección ante Felipe Alessandri. En concejales, en cambio, el oficialismo pudo imponerse a la oposición. En cuanto a los resultados por partido, el Demócrata Cristiano fue el más votado de la Nueva Mayoría (12,75 %), aunque el único del pacto que logró aumentar su votación en concejales con respecto a la elección anterior fue el Radical Socialdemócrata (de 4,04 % a 7,40 %).

### Elecciones de 2017

#### Definición de candidaturas presidenciales de 2017
Una vez realizadas las municipales, la coalición se dispuso a preparar la elección presidencial de 2017, la que, al igual que la vez anterior, se proyectaba en una definición con primarias. A medida que avanzaba el proceso, los partidos fueron tomando sus propias definiciones:
- El primero en proclamar a su candidato fue el Radical Socialdemócrata, quien decidió presentar al senador por la Región de Antofagasta, Alejandro Guillier, a quien habían apoyado en calidad de independiente.[54] Los partidos Izquierda Ciudadana y MAS Región se sumaron a esta candidatura.[55]
- El Partido por la Democracia respaldó al expresidente Ricardo Lagos.[56]
- El Partido Demócrata Cristiano también decidió levantar su candidatura proclamando a su presidenta, la senadora por Magallanes, Carolina Goic.[57]
- En el Partido Socialista la definición fue más compleja, ya aparecieron las postulaciones de José Miguel Insulza y Fernando Atria.[58][59] Al interior de la colectividad también existían grupos que respaldaban a Lagos (quien también se definía como militante PS)[60][61] y a Guillier.[62]
- El Partido Comunista decidió esperar la proclamación de un candidato en espera de las definiciones de los otros partidos, especialmente la Democracia Cristiana.[63] Pese a esto, el timonel comunista, Guillermo Teillier, había manifestado la cercanía de la colectividad con Guillier.[64]

Finalmente, la decisión sobre el apoyo presidencial PS quedó en manos del Comité Central, el que tras las bajadas de Insulza y Atria debió elegir entre Lagos y Guillier. Aquella instancia, que votó de manera secreta a través de urnas, decidió respaldar al senador por sobre el exmandatario. La falta de apoyo socialista motivó el retiro de la candidatura de Ricardo Lagos el 10 de abril de 2017.
La determinación del PS de apoyar a Guillier generó un verdadero «terremoto» al interior de la Nueva Mayoría, el que llevó a la Democracia Cristiana a impulsar la candidatura de Goic a primera vuelta, para así no someterla a un proceso de primarias ante Guillier. Aquella opción quedó ratificada en la Junta Nacional del PDC, que señaló que la postulante falangista se presentaría a la elección de noviembre separada del resto de los partidos, algo que no ocurría desde hace 28 años. Ante estas circunstancias, el Partido Comunista decidió sumarse rápidamente a la candidatura de Guillier. En el Partido por la Democracia, que buscaba dejar atrás la fallida postulación de Lagos, las gestiones fueron más tensas, pero finalmente se impuso el respaldo al senador.

#### Elecciones parlamentarias y de consejeros regionales de 2017

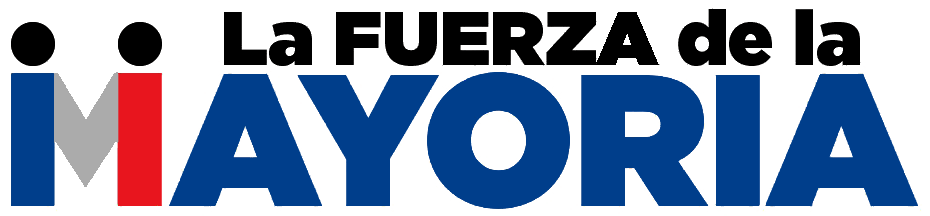
Logotipo de «La Fuerza de la Mayoría».

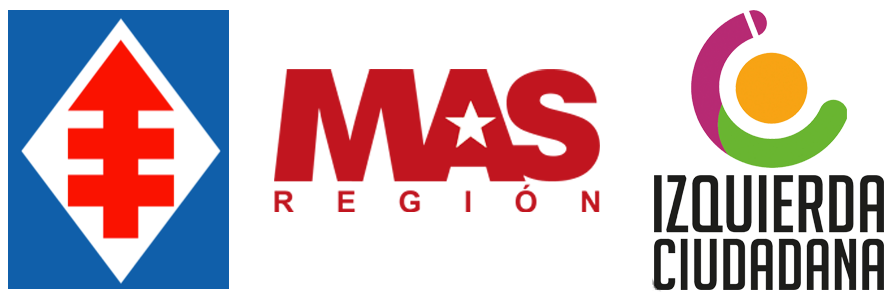
Logotipo de «Convergencia Democrática», que consiste en la conjunción de los emblemas del PDC, MAS Región y la IC.

La salida de los democratacristianos de la primaria llevó a que algunos dirigentes de la coalición pusieran en duda su continuidad. También se señaló que para las elecciones parlamentarias el sector podría llevar listas de diputados y senadores por separado.
Al acercarse la fecha de inscripciones de candidaturas, los partidos no llegaban a acuerdo para presentarse en una lista. El Partido Socialista (PS), el Partido Radical Socialdemócrata (PRSD), el Partido Comunista (PCCh) y el Partido por la Democracia (PPD) ya habían formado un bloque común con el apoyo presidencial a Guillier, por lo que el Partido Demócrata Cristiano (PDC) buscó opciones para presentarse por fuera del pacto, donde analizó ir con el Partido Progresista (PRO) o Ciudadanos. Al final, los democratacristianos decidieron ir con junto a la Izquierda Ciudadana (IC) y MAS Región, con lo que en la práctica no salieron de la Nueva Mayoría.
El 21 de agosto de 2017, las listas se inscribieron ante el Servicio Electoral por separado y con distinto nombre:
- «La Fuerza de la Mayoría»: pacto que reunió al PS, PRSD, PCCh y PPD.[81]
- «Convergencia Democrática»: lista conformada por el PDC, IC y MAS Región.[82]

Para las elecciones de consejeros regionales, el PS y el PDC decidieron retomar el "eje histórico" de las municipales en el pacto «Unidos por la Descentralización», mientras que el PPD, el PRSD, el PCCh, la IC y MAS Región se presentaron bajo el nombre «Por un Chile Justo y Descentralizado», denominación que evocó al pacto de concejales Por un Chile justo que la mayoría de estos partidos formó en las municipales de 2012.
Tras la elección, la Nueva Mayoría en su conjunto retrocedió un 14% en su representación parlamentaria. El partido más afectado fue el Demócrata Cristiano, que al ir en una lista separada bajó de 21 diputados elegidos en 2013 a 14. En «La Fuerza de la Mayoría», en tanto, el Partido Socialista, el Partido Comunista y el Partido Radical Socialdemócrata subieron o mantuvieron sus escaños, mientras que el Partido por la Democracia sufrió una drástica caída. Izquierda Ciudadana y MAS Región no lograron elegir parlamentarios, quedando al borde de la disolución como partidos políticos según lo establecido por el Servel.

#### Balotaje presidencial y futuro de la coalición
Tras la derrota de Carolina Goic en la elección presidencial, el PDC decidió apoyar oficialmente a Alejandro Guillier en el balotaje. Sin embargo, el grupo más derechista al interior de la Democracia Cristiana, denominado «Progresismo con Progreso», anunció que no apoyarían al abanderado de la Nueva Mayoría.
En la segunda vuelta realizada el 17 de diciembre, Sebastián Piñera venció por amplio margen, con un 54,57 % de las preferencias, derrotando a Guillier. Tras la debacle del candidato oficialista, varios dirigentes de los partidos de la Nueva Mayoría han planteado la caducidad del pacto con el fin del segundo gobierno de Michelle Bachelet, señalando que el 11 de marzo de 2018 sería la fecha del final de la Nueva Mayoría. Entre los dirigentes que han planteado dichos comentarios se encontraban Francisco Huenchumilla, Andrés Zaldívar, Carolina Goic, Daniel Núñez e Ignacio Walker.
El 26 de marzo de 2018 los presidentes del PS, el PCCh, el PPD y el PRSD se reunieron por primera vez para coordinar en bloque su postura opositora al gobierno de Piñera. A la cita no asistieron representantes del PDC; dicha colectividad oficializó el 3 de abril que no seguirá asistiendo a las reuniones de coordinación con el resto de partidos, poniendo fin a su participación en la coalición. El 8 de octubre de 2018 el PS, el PPD y el PR crearon la Convergencia Progresista, instancia que buscó agrupar a otros partidos de oposición con miras a las elecciones de 2021. Sin embargo, dicha coalición no prosperó y fue reemplazada en septiembre de 2020, por Unidad Constituyente.

## Ideología

### Principios programáticos
Uno de sus documentos más importantes de la coalición fue el programa de gobierno de Michelle Bachelet. En él se plantearon tres grandes «reformas de fondo»: tributaria, educacional y una nueva Constitución Política, transformaciones que se proponen para «resolver las brechas de desigualdad», dentro de un «nuevo ciclo político y social que vive el país». En el mismo documento, además, se propusieron medidas en los siguientes ámbitos: programa económico; protección y oportunidades; descentralización, territorio y desarrollo; y, derechos ciudadanos.

## Composición

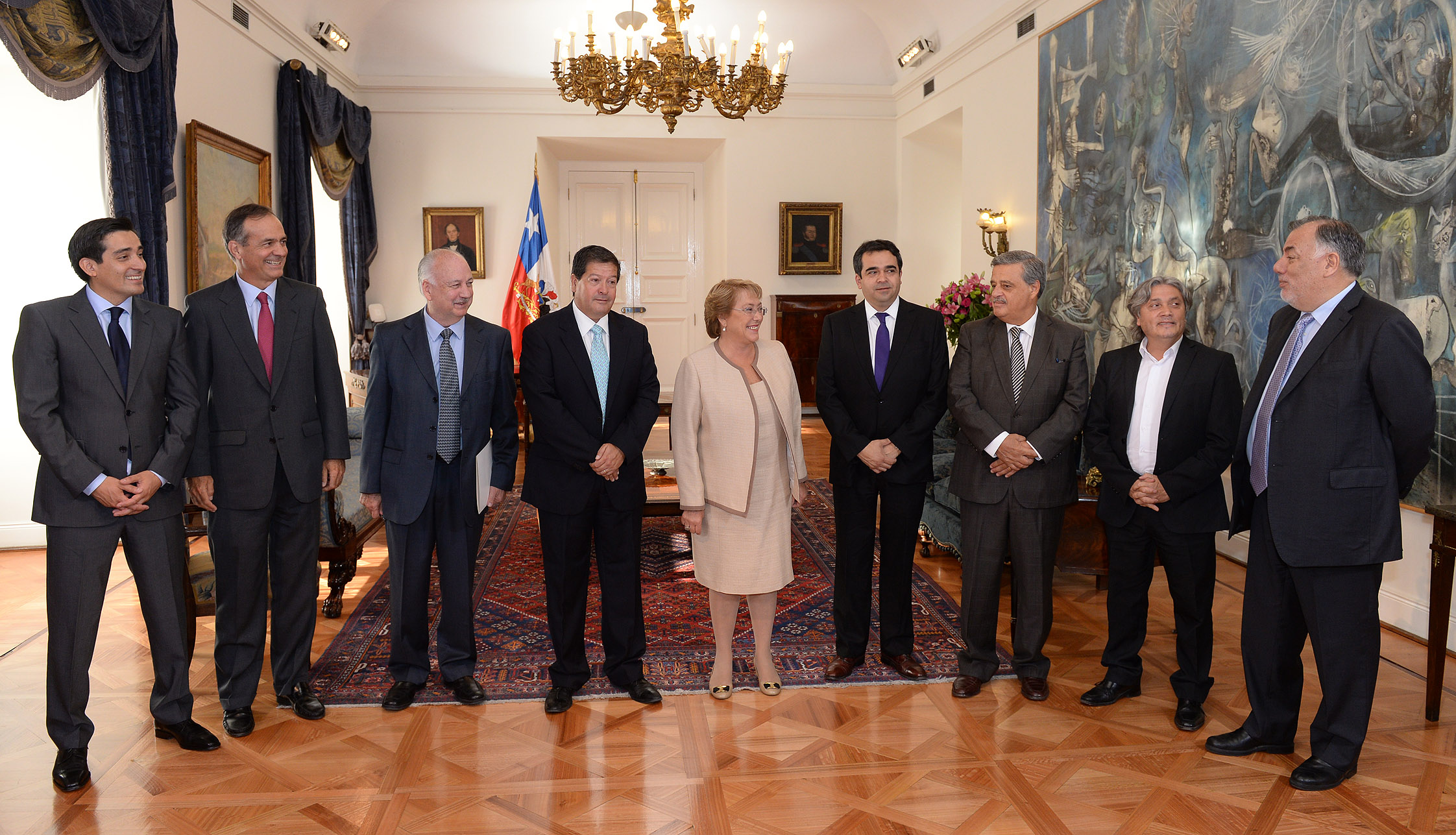
Los presidentes de los partidos de la Nueva Mayoría reunidos con la presidenta Michelle Bachelet en marzo de 2015.

Estuvo conformada por los cuatro partidos de la predecesora Concertación de Partidos por la Democracia —el Partido Socialista de Chile (PS), el Partido Demócrata Cristiano (PDC), el Partido por la Democracia (PPD) y el Partido Radical Socialdemócrata (PRSD)—, además del Partido Comunista de Chile (PCCh), la Izquierda Ciudadana (IC), el Movimiento Amplio Social (MAS) e independientes de centroizquierda. En marzo de 2014 el partido regionalista Fuerza del Norte se sumó a la coalición e inició el proceso de fusión con el MAS luego que el Servicio Electoral (Servel) decretara la disolución de ambos partidos por obtener menos del 5 % de los votos en las elecciones de 2013. Más tarde, el 16 de abril de 2014, la entonces directora del Servel procedió a formalizar la cancelación de la inscripción en el Registro de Partidos Políticos de la Izquierda Ciudadana (IC), también por no alcanzar el mínimo de 5 % de los sufragios válidamente emitidos en la elección de diputados. En 2016, la colectividad volvió a inscribirse.

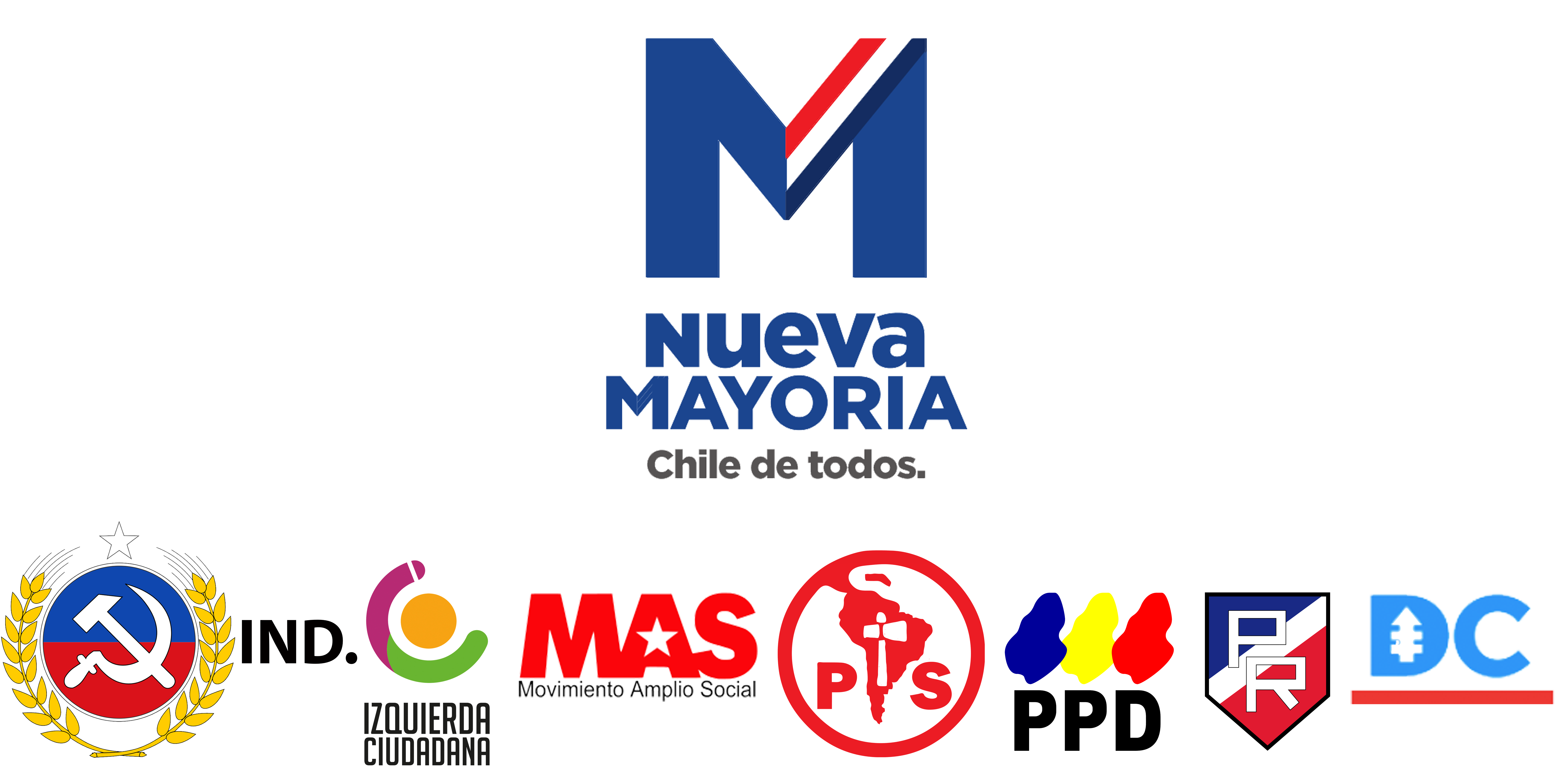
Partidos de la Nueva Mayoría.

Los líderes de los partidos que conformaron la coalición al momento de su creación fueron:
| Partido                         | Presidente          | Pacto electoral anterior   |
| ------------------------------- | ------------------- | -------------------------- |
| Partido Socialista              | Osvaldo Andrade     | «Concertación Democrática» |
| Partido Demócrata Cristiano     | Ignacio Walker      | «Concertación Democrática» |
| Partido por la Democracia       | Jaime Quintana      | «Por un Chile justo»       |
| Partido Radical Socialdemócrata | José Antonio Gómez  | «Por un Chile justo»       |
| Izquierda Ciudadana             | Víctor Osorio Reyes | «Por un Chile justo»       |
| Partido Comunista               | Guillermo Teillier  | «Por un Chile justo»       |
| Movimiento Amplio Social        | Alejandro Navarro   | «Mas Humanos»              |

En agosto de 2016 el diputado Sergio Aguiló y el senador Alejandro Navarro, líderes de la Izquierda Ciudadana y MAS-Región respectivamente, anunciaron su retiro de la Nueva Mayoría con la intención de formar un nuevo bloque político para las elecciones de 2017. La decisión no fue compartida por las directivas de ambos partidos, por lo que dichas agrupaciones políticas continuaron formando parte de la coalición de gobierno.

## Gobiernos
Desde el 11 de marzo de 2014 hasta el 11 de marzo de 2018, la Nueva Mayoría gobernó el país bajo el segundo mandato de Michelle Bachelet.

### Presidentes de la República

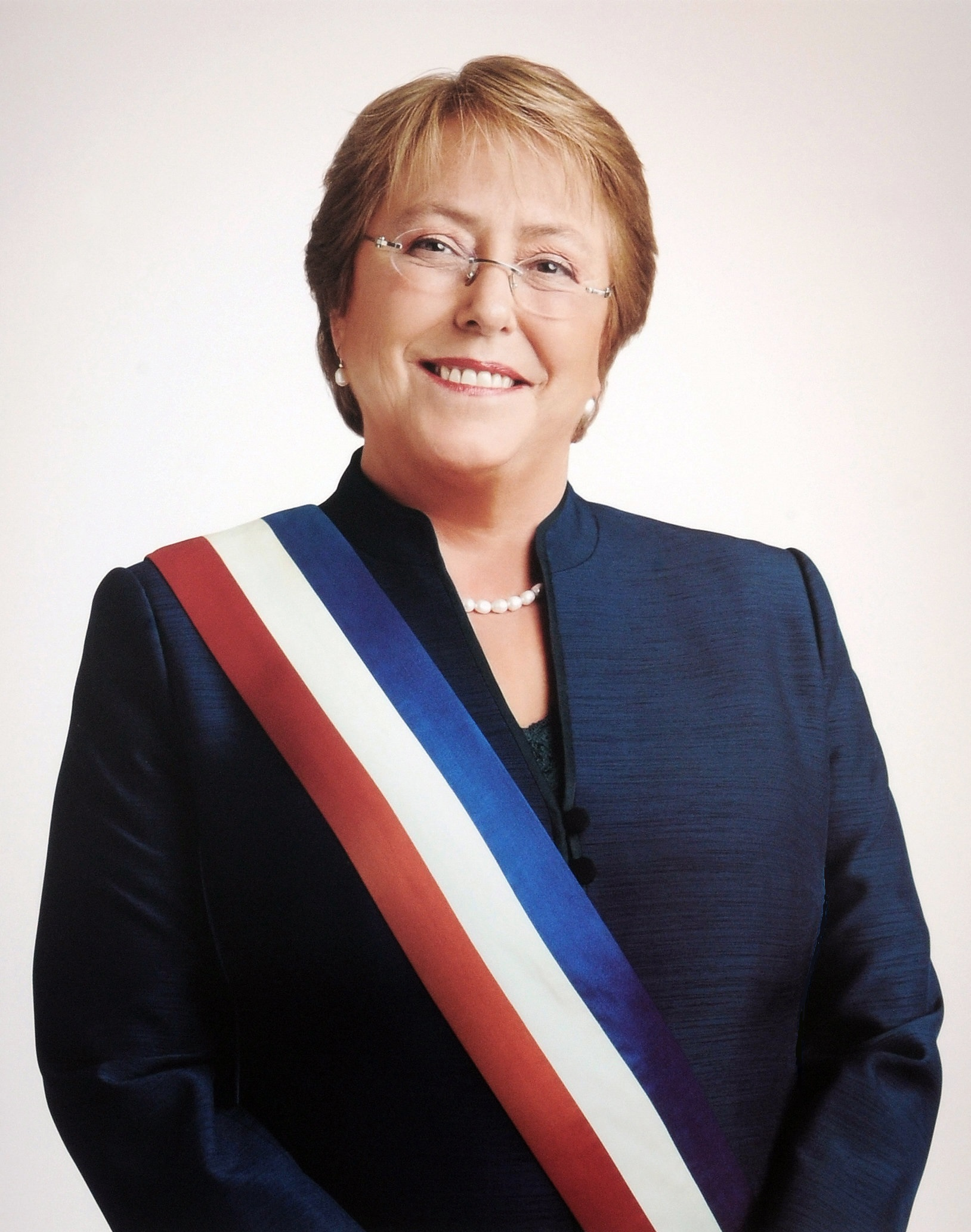
Michelle Bachelet (retrato oficial, 2014).

| Nombre            | Inicio              | Término             | Cargo                      | Votación  | Votación | Votación  | Votación |
| ----------------- | ------------------- | ------------------- | -------------------------- | --------- | -------- | --------- | -------- |
| Michelle Bachelet | 11 de marzo de 2014 | 11 de marzo de 2018 | Presidenta de la República | 3.075.839 | 46,70    | 3.470.055 | 62,17%   |

## Resultados electorales

### Elecciones presidenciales
| Elección | Candidato/a        | 1ª. vuelta | 1ª. vuelta | 2ª. vuelta               | 2ª. vuelta               | Resultado                |
| Elección | Candidato/a        | Votos      | %          | Votos                    | %                        | Resultado                |
| -------- | ------------------ | ---------- | ---------- | ------------------------ | ------------------------ | ------------------------ |
| 2013     | Michelle Bachelet  | 3 075 839  | 46,70      | 3 470 055                | 62,17                    | Electa                   |
| 2017     | Alejandro Guillier | 1 496 560  | 22,70      | 3 160 225                | 45,43                    | No electo                |
| 2017     | Carolina Goic      | 387 664    | 5,88       | No pasó a segunda vuelta | No pasó a segunda vuelta | No pasó a segunda vuelta |

### Elecciones parlamentarias
|  | 47,71 % |

|  | 50,63 % |

|  | 34,74 % |

|  | 37,14 % |

### Elecciones de consejeros regionales
|  | 46,70 % |

|  | 34,02 % |

### Elecciones municipales
|  | 37,05 % |

|  | 47,10 % |

## Niveles de aprobación

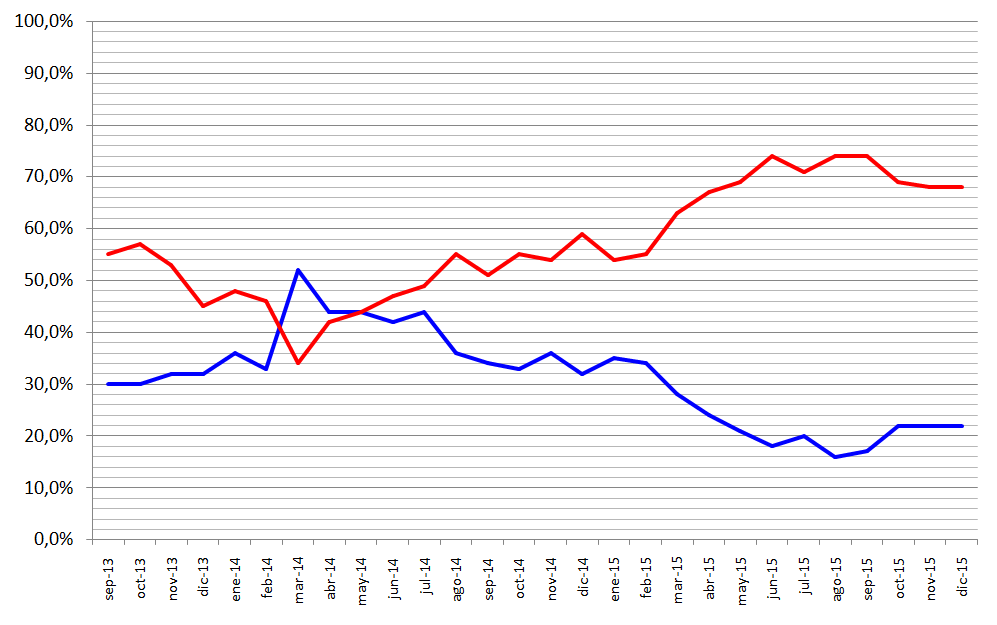
Porcentaje de aprobación.
Porcentaje de rechazo.

Según la encuesta Adimark de septiembre de 2013, la Nueva Mayoría alcanzó el 30 % de aprobación, superando en ocho puntos porcentuales a la Alianza y en seis a la propia Concertación, que hasta esa fecha, era considerada como la principal fuerza opositora del gobierno de Sebastián Piñera. Durante los meses siguientes, la aprobación mostró una ligera tendencia al alza, a la par con una disminución en su rechazo, llegando a 36 % en el mes de enero, tras la victoria de Bachelet. Tras la asunción de esta, el apoyo se disparó a un 52 %.
El estudio también señaló que "Concertación" y "Nueva Mayoría" serían entidades diferentes en la percepción ciudadana. En las encuestas posteriores, la "Concertación" dejó de ser tomada en cuenta como el referente principal de la centroizquierda chilena y fue reemplazada definitivamente por la "Nueva Mayoría".
En tanto, la encuesta Plaza Pública, de carácter semanal, le ha otorgado consistentemente alrededor del 30 % de las preferencias (salvo variaciones puntuales) ante la pregunta: "De las siguientes coaliciones políticas, ¿Con cuál se identifica, simpatiza o suele votar?", superando holgadamente a la Alianza, que marca en promedio 20 %.
Una vez instalada en el gobierno, la Nueva Mayoría comenzó a descender en sus niveles de aprobación. Durante el año 2015, marcado por la aparición de casos como Penta-SQM y Caval, que complicaron a gran parte del espectro político incluida la propia presidenta Bachelet, la popularidad de la coalición bajó de forma considerable. En el mes de mayo, la aprobación llegó al 21 %, mientras que la desaprobación alcanzó el 69 %. Aun así siguió sobre la Alianza, que alcanzó un 18 % de aprobación en el mismo período.